# 163639 Tomnash
163639 Tomnash este un asteroid din centura principală de asteroizi.

## Descriere
163639 Tomnash este un asteroid din centura principală de asteroizi. A fost descoperit pe 29 octombrie 2002 la Apache Point Observatory în cadrul programului Sloan Digital Sky Survey. Asteroidul prezintă o orbită caracterizată de o semiaxă mare de 3,07 ua, o excentricitate de 0,07 și o înclinație de 15,6° în raport cu ecliptica.